# Museo della collegiata di San Candido
Il Museo della Collegiata di San Candido (in tedesco Stiftsmuseum Innichen) è un museo situato in Val Pusteria nella provincia autonoma di Bolzano.
La Collegiata di San Candido è una chiesa romanica risalente al XII secolo e considerata il più rilevante edificio romanico delle Alpi Orientali.
Il museo, fondato nei primi anni '80, è ospitato nella sala capitolare dell'ex-convento benedettino situata in un fabbricato a nord della chiesa. In origine il piano terra dell'edificio era la dispensa del complesso monastico, al piano superiore si trovavano la biblioteca, l'archivio e la sala capitolare. La parte orientale dell'edificio risale al X secolo. Gli affreschi che contornano le finestre risalgono al 1550.
L'esposizione si articola lungo sette sale in cui sono esposti il tesoro del Duomo, manufatti di arte sacra, testi risalenti al XV secolo e una vasta raccolta di manoscritti
Una seconda sede, sita all'interno del convento dei Francescani, ospita un'esposizione permanente di reperti archeologici e oggetti relativi alla storia locale.